# Драгун (Німеччина)
Драгун (нім. Dragun) — громада в Німеччині, розташована в землі Мекленбург-Передня Померанія. Входить до складу району Північно-Західний Мекленбург. Складова частина об'єднання громад Гадебуш.
Площа — 20,54 км2. Населення становить 753 ос. (станом на 31 грудня 2020).